# Jekaterina Sadownikowa
Jekaterina Sadownikowa (russisch Екатерина Садовникова; * 27. August 1980) ist eine russische Sopranistin.

## Leben und Werk
Sadownikowa studierte in Armawir, am Konservatorium St. Petersburg und in Dresden. Sie gewann u. a. den Internationalen Jelena Obrazchova Wettbewerb und debütierte am Michailowski-Theater als Adina in L’elisir d’amore, einer Rolle, die sie auch am Mariinski-Theater in Sankt Petersburg und am Bolschoi-Theater in Moskau sang. Als Violetta gastierte sie am Teatro La Fenice in Venedig, an der Opéra Royal de Wallonie in Liège und am Teatro San Carlo in Neapel. Es folgte die Gilda in Liège, Venedig, Toronto und in den Caracalla-Thermen von Rom. In Venedig sang sie auch Musetta und Lucia di Lammermoor, an der Scala war sie als Zerlina zu sehen und zu hören. 2011 nahm sie am Young Singers Project der  Salzburger Festspiele teil, verkörperte die Pamina am Teatro dell’Opera di Roma und debütierte als Susanna am Teatro Bellini in Catania. 2012 wirkte sie in Damiano Michielettos Inszenierung des Trittico am Theater an der Wien mit, als Amante in Il tabarro, Suor Genovieffa in Suor Angelica und als Lauretta in Gianni Schicchi.